# Puig d'en Grau
El Puig d'en Grau  és una muntanya de 296 metres que es troba al municipi de la Selva de Mar, a la comarca catalana de l'Alt Empordà.